# アルフレッド・ラッセル・ウォレス
アルフレッド・ラッセル・ウォレス（Alfred Russel Wallace, 1823年1月8日 - 1913年11月7日）は、イギリスの博物学者、生物学者、探検家、人類学者、地理学者。「ウォレス」は、「ウォーレス」とも表記する。アマゾン川とマレー諸島を広範囲に実地探査して、インドネシアの動物の分布を二つの異なった地域に分ける分布境界線、ウォレス線を特定した。そのため時に生物地理学の父と呼ばれることもある。チャールズ・ダーウィンとは別に自身の自然選択を発見し、ダーウィンの理論の公表を促した。また自然選択説の共同発見者であると同時に、進化理論の発展のためにいくつか貢献をした19世紀の主要な進化理論家の一人である。その中には自然選択が種分化をどのように促すかというウォレス効果と、警告色の概念が含まれる。
心霊主義の唱道と人間の精神の非物質的な起源への関心は当時の科学界、特に他の進化論の支持者との関係を緊迫させたが、ピルトダウン人ねつ造事件の際は、それを捏造を見抜く根拠ともなった。イギリスの社会経済の不平等に目を向け、人間活動の環境に対する影響を考えた初期の学者の一人でもあり、講演や著作を通じて幅広く活動した。インドネシアとマレーシアにおける探検と発見の記録は『マレー諸島』として出版され、19世紀の科学探検書としてもっとも影響力と人気がある一冊だった。

## 生涯

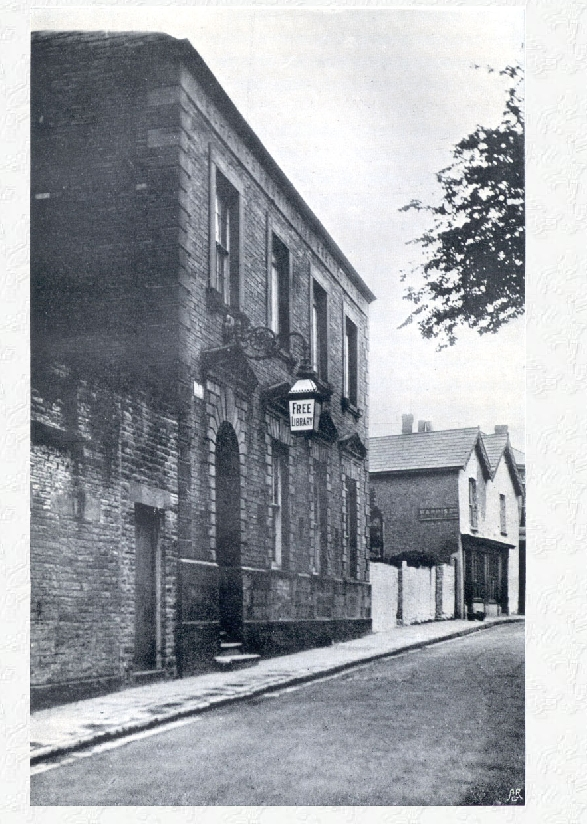
ウォレスの自伝によればウォレスと兄ジョンが設計したNeathの職工学校

1823年にウェールズのモンマスシャー州ウスク近郊に生まれる。父トマス・ベア・ウォレスは法務官で社会的地位は低くなかったが、生活はまずしかった。母メリー・アン・グリーネルはハートフォードの中流階級の出身であった。トマス・ウォレスはスコットランド出身で、他の多くのスコットランドのウォレス家と同じようにウィリアム・ウォレスとの繋がりを主張した。5歳の時に家族はロンドン北部ハートフォードに移住した。
ウォレスは生物学の専門教育を受けたことのない在野の研究者であった。ハートフォードで小学校に通ったが、家計の問題から卒業する前の1836年に見習い工だった兄ジョンのいるロンドンへ移住した。その後、長兄ウィリアムのもとで見習い測量士となった。ロンドンでは職工学校で本を読み、講義に参加し、トマス・ペインやロバート・オウエンのような急進的な社会改革思想に出会った。
1837年にウィリアムとともにロンドンを離れ、キングトン、西イングランド、ウェールズを転々としたが、1843年に仕事の行き詰まりのために兄と別れた。この初期の頻繁な移住は現代でウォレスの国籍（ウェールズ人かイングランド人か）について論争を起こした。短い失業の後レスターの学校で講師として雇われた。そこでスケッチ、測量、地図作成を教えた。ウォレスはレスター図書館で多くの時間を費やした。トマス・マルサスの『人口論』を読み、ある日、若きアマチュアの昆虫学者ヘンリー・ベイツと出会った。ベイツはわずか19歳で動物学雑誌にカブトムシに関する論文を発表していた。二人はすぐに友人となり、ウォレスは昆虫採集を始めた。この出会いをウォレスは「図書館で誰かに紹介されたと思う」と後に回想した。
1845年にウィリアムが死ぬと講師を辞めたが、ウォレスとジョンには新たなビジネスを始める力はなかった。2ヶ月後にNeathで鉄道工事の土木技師として雇われた。仕事の舞台は田園地方だったので、仕事の合間に昆虫採集への情熱を満足させることができた。ウォレスはジョンを説得し新しい建築測量会社を始めた。Neathの職工学校のデザインなどいくつかの仕事を成功させた。学校の創設者ウィリアム・ジェヴォンズはウォレスに感心し、学校で科学と工学を教えるよう説得した。
1846年秋にウォレスとジョンはNeathの近くに小さな家を買い、母と妹を呼んで一緒に暮らし始めた（父は1843年に死去していた）。この時期に彼はベイツと頻繁に文通し、匿名（ローバート・チェンバース）の進化に関する論文『創造の自然史の痕跡』やダーウィンの『ビーグル号航海記』、チャールズ・ライエルの『地質学原理』などを読みあさった。

### 探検旅行

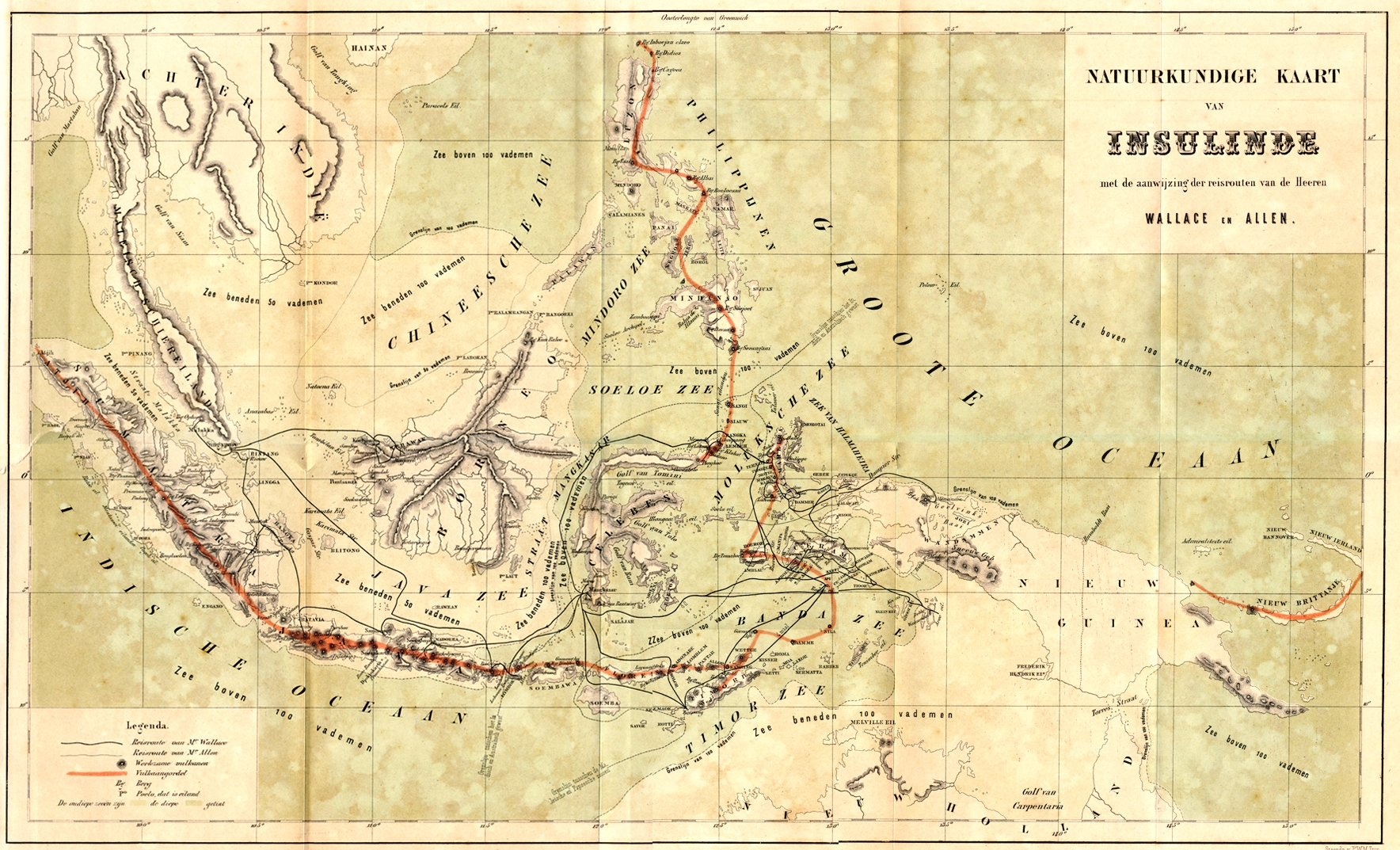
『マレー諸島』の地図。黒い線はウォレスの行程を、赤い線は火山の連なりを示す。

アレキサンダー・フォン・フンボルト、ダーウィン、ウィリアム・ヘンリー・エドワーズなど初期の探検博物学者の手記に触発され、ウォレスはベイツを誘い海外で博物学の調査を行うことを決心した。二人は1848年にブラジルへ出発した。彼らの目的はアマゾンの熱帯雨林で昆虫や他の動物の標本を集め、イギリスに戻ってからコレクターに売ることであった。また彼らは種の変化の証拠を集めることを望んだ。
ブラジルではベレン近郊で数ヶ月間ともに収集活動したあと、別れて内陸に旅立ち標本採集を続けた。二人は何度か調査結果を知らせあうために会った。1849年には短い間、若い探検家・植物学者リチャード・スプルースとウォレスの弟ハーバートともに活動した。ハーバートはすぐに採集探検家の道を諦めた（二年後にブラジルで病死した）が、スプルースはベイツのように10年以上も南アメリカで探検を続けることになる。
ウォレスはネグロ川を四年間調査し、標本を集め、出会った民族や言語、地理、動植物相をノートに記した。1852年7月にヘレン号でイギリスへの帰途に就いた。出発から28日後に船の貨物から出火し、ウォレスのコレクションは全て失われた。日記とほんのわずかなスケッチだけが手元に残った。ウォレスと船員は10日間ボートで漂流した後、他の帆船に救助された。イギリスへ戻った後、標本の保険金で18ヶ月を送った。この期間中、探検のメモを失っていたにもかかわらず6つの論文と2つの本を執筆したが、本の売れ行きは悪かった。またダーウィンを含む多くの博物学者と人脈を築いた。

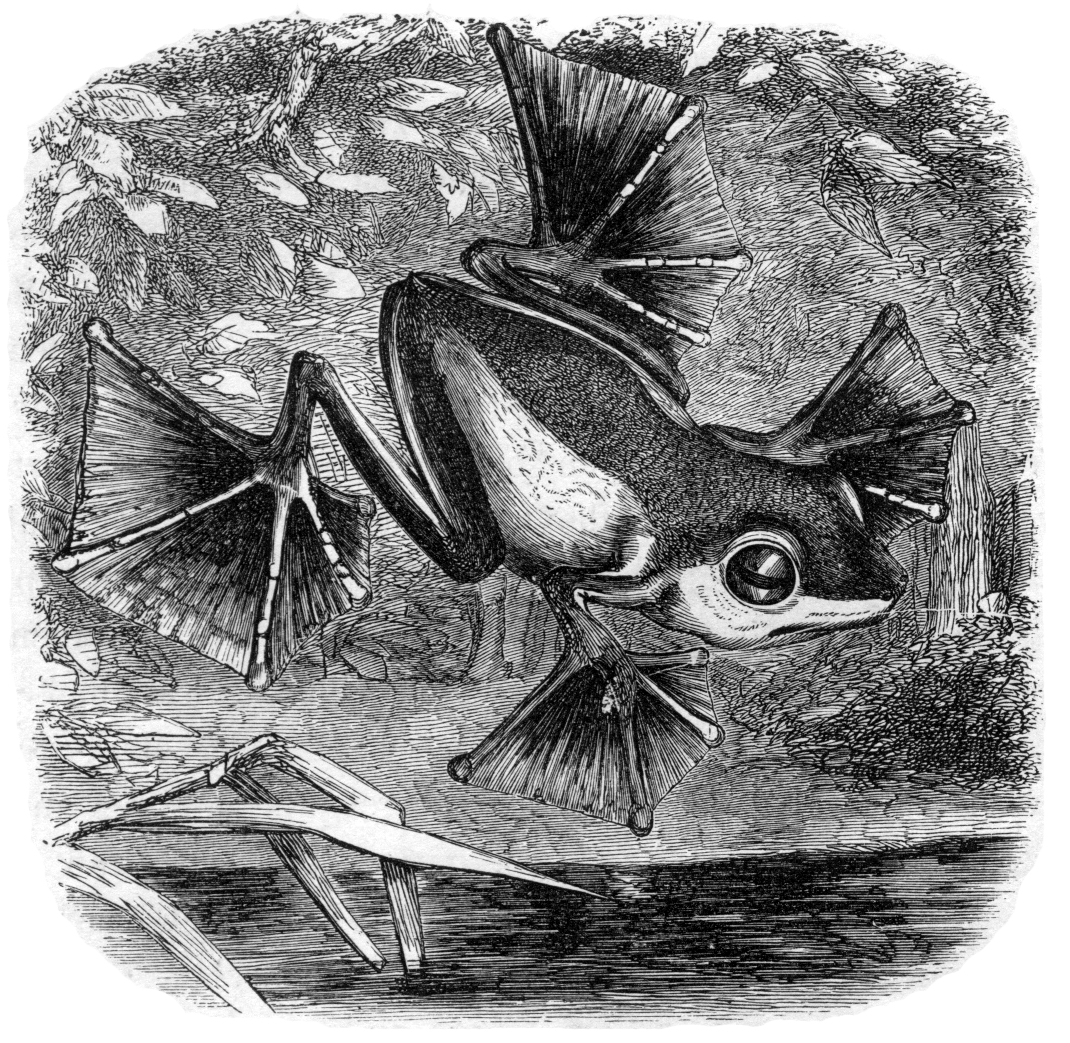
『マレー諸島』のイラスト。ワラストビガエル。

1854年から1862年まで、現在のマレーシアとインドネシアを探検し標本を集めた。スンダ列島のバリ島とロンボク島の狭い海峡の間に、大きく異なる二つの動物相が隣接していることを発見した彼の観察は、生物地理学の分布境界線の提案に繋がった。この線はのちにトマス・ハクスリーによってウォレス線と名付けられた。マレー諸島では12万5千以上の標本を集め、うち8万が甲虫であった。そのうち1000以上が新種として記載された。この時期の発見で現在でも有名なのは樹上棲の滑空するカエルRhacophorus nigropalmatusであり、「和名ワラストビガエル：ウォレスのトビガエル」として知られている。
この探検の間に進化と自然選択に関する洞察を行った。彼の研究と探検の記録は1869年に『マレー諸島』として発表された。これは19世紀の科学調査記録としてもっとも人気のある一冊となり、出版社は1920年代まで増刷を繰り返した。ダーウィンやライエルのような科学者からだけではなく小説家ジョセフ・コンラッドのような科学者以外からも称賛された。コンラッドは「お気に入りの枕元のおとも」と呼び、小説（例えば『ロード・ジム』）の情報源として用いた。

### 帰国と結婚
1862年にウォレスはイギリスに帰国し姉ファニーとその夫トーマスと供に暮らし始めた。旅行のコレクションを整理しロンドン動物学会のような会合で探検と発見について多くの発表を行った。同年暮れにダーウィンの自宅を訪ねた。ダーウィンを通してチャールズ・ライエルとハーバート・スペンサーとも友人となった。1860年代を通してウォレスは自然選択説を擁護する論文を書き、講義を行った。
彼はまた様々な話題についてダーウィンと文通した。その中には性選択、警告色、自然選択が交雑と種の多様性に果たす役割などが含まれる。1865年に心霊主義に関する調査を始めた。
1864年に若い女性への一年間の求婚の末、婚約にたどり着いた。しかしその婚約は破棄された。ウォレスの自伝ではミス・Lと呼び、ひどく狼狽したことだけが記されている。1866年にアニー・ミッテンと結婚した。アニーはコケ学者ウィリアム・ミッテンの娘で、ブラジルで友人となったリチャード・スプルースの紹介で知り合った。1872年にエセックスに借りた土地にコンクリート造りの家を建て、1876年まで過ごした。ウォレスには三人の子どもがいた。ハーバート（1867-1874）、バイオレット（1869-1945）、ウィリアム（1871-1951）である。
1860年代と1870年代にはウォレス家の家計は危機的状況にあった。マレー諸島の標本の売り上げはかなりの額になり、代理人は慎重に投資に用いたが、帰国後のウォレスは大部分を鉄道と鉱山へ投資して浪費し『マレー諸島』の収入に頼るしかなかった。友人の口添えにもかかわらず博物館の理事のような終身の有給職につくことができなかった。
1872年から1876年の間に政府のために25の論文を書き、ダーウィンやライエルらの著作の編集を手伝うことでも現金収入を得たが、1876年には出版社から500ポンドの前借りをしなければならないほど困窮していた。ウォレスの科学への貢献と彼の困難な状況をよく知っていたダーウィンは長い間、強く政府へ年金支給を働きかけた。1881年に200ポンドの年金が支払われることになり財政状況は安定した。

### 社会活動
ジョン・スチュアート・ミルはウォレスが『マレー諸島』の中で行ったイギリスの社会批判に感心した。ミルはウォレスに私的な国土改革委員会に加わるよう要請したが、委員会は1873年のミルの死後解散した。1873年から1879年まで政治と社会に関する著述はわずかであった。1879年、56歳の時に本格的に貿易政策と農地改革の議論へ参加した。当時のイギリス社会でしばしば濫用された裕福な地主の力を弱めるために、土地は国有化され多数の人々の利益となるように貸し出されなければならないと考えた。1881年に新設された土地国有化委員会の最初の会長に選ばれた。
翌年、『土地国有化』を出版した。彼はまた労働者に与えるネガティブな影響のために自由貿易政策を批判した。1889年にエドワード・ベラミーの『かえりみれば』を読み、自分は社会主義者であると宣言した。これらの思想は19世紀の多くの進化思想家によって支持された社会ダーウィニズムと優生学への反対を導いた。彼は誰かの適不適を決定するのに現代社会があまりにも不公正で歪んでいると考えた。1898年には金や銀の基盤を持たない純貨幣システムを支持する論文を書いた。この論文は経済学者アービング・フィッシャーに影響を与え、フィッシャーは1920年の著書『ドルの安定』をウォレスに捧げている。そのほかにも幅広い話題、例えば女性参政権への支持、軍国主義の無益さと危険性について論じている。彼は残りの人生を通して社会改革を訴え続けなければならないと確信していた。『民主主義の反乱』は死のわずか一週間前に出版された。
社会活動をするかたわら、科学的な研究も止めることはなかった。1886年11月にはアメリカ合衆国へ10ヶ月にわたる講演旅行へ旅立った。講演の大部分は進化と自然選択説に関するものだったが、生物地理学や心霊主義、社会経済改革にも触れた。この旅行の間、前年にカリフォルニアに移住した兄ジョンと再会した。
さらにコロラドに一週間滞在し、氷河がヨーロッパとアジア、北アメリカの植物相の類似をどのように説明できるかの証拠を集めるためにアメリカの植物学者アリス・イーストウッドをガイドとしてロッキー山脈の植物相を調査した。これは1891年に『イギリスとアメリカの花』として出版された。また多くのアメリカの博物学者、自然科学者と会い彼らのコレクションを観察した。アメリカ旅行で得た情報と講義の記録を元に1898年に『ダーウィニズム』を出版した。

### 死
1913年11月7日に、10年前に建ててオールド・オーチャードと呼んでいた自宅で死去した。90歳であった。彼の死は多くの新聞で報道された。ニューヨーク・タイムズは「挑戦的な研究によって世紀の思想を変革し発展させたダーウィン、ハクスリー、スペンサー、ライエル、オーウェンらを含む偉大な知識人グループの最後の巨人」と呼んだ。
友人の一部は彼をウェストミンスター寺院に埋葬されるよう提案したが、夫人はウォレスの意思を汲み、ブロードストーンの小さな墓地に埋葬した。イギリスの科学者はウォレスのレリーフをウェストミンスター寺院のダーウィンの墓の隣に置くための委員会を作り、レリーフは1915年11月1日に公開された。

## 自然選択説
ダーウィンとは異なり、ウォレスはすでに種の変化を信じる博物学者として出発した。進化の初期の概念はジャン＝バティスト・ラマルク、ジョフロア・サンティエール、エラズマス・ダーウィン、ロバート・グラントによって提唱された。しかしそれは広い論争を呼び、主要な博物学者には受け入れられていなかった。キュビエ、オーウェン、セジウィッグ、ライエルのような指導的な解剖学者や地質学者は厳しく攻撃した。ウォレスがいつも政治、宗教、科学における過激思想や周辺的なアイディアを支持したいと考えていたことがウォレスの受容の原因ではないかとも示唆された。

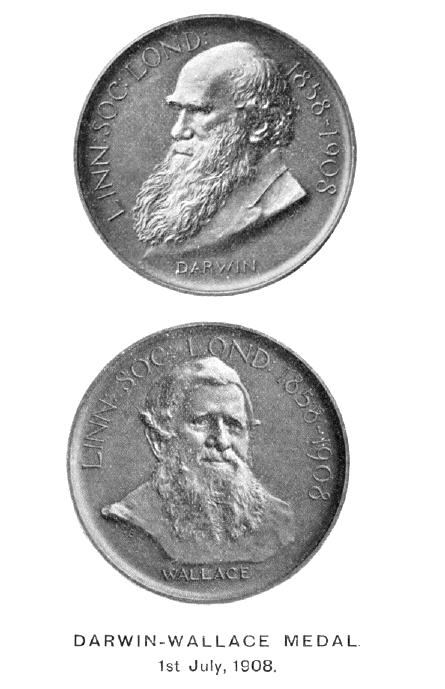
ロンドン・リンネ学会での自然選択説の共同発表50周年を記念して、1908年にダーウィン＝ウォレス・メダルが創設された。

ウォレスはまた非常に大きな論争を引き起こしたロバート・チェンバースの匿名の著書『創造の自然史の痕跡』の影響を強く受けた。1845年にはベイツに次のように書いた。
ウォレスは近接して生息している種同士は関連があるという進化の仮説を検証するために意図的に調査プランを立てることがあった。アマゾン川流域の調査では、アマゾン河とその支流が地理的障壁になっていることに気付き、1853年の『アマゾンのサルについて』で論じた。その論文の終わり近くで彼は疑問を提示する。「非常に類似した種は、遠くに切り離されているだろうか？」
1855年2月にボルネオ島のサラワクで調査しているとき「新種の導入を調節する法則について」と題した論文を書き、1855年9月に発表された。この論文では種の地理的、地質的分布に関する幅広い観察を集め列挙した。彼は「あらゆる種は時間的、空間的に密接した類似種と調和して存在する」と結論した。これはサワラクの法則として知られるようになった。ウォレスはこのように以前の論文で提起した自分の疑問に答えた。いかなる進化のメカニズムにも言及しなかったが、この論文は彼が3年後に書く重大な論文の前兆である。
この論文は種は不変であるというライエルの確信に衝撃を与えた。1842年にライエルはダーウィンから種の変化を支持すると表明した手紙を受け取っていたが、強く反対した。1856年の初頭にライエルはウォレスの論文と、それを「おおむね良くできている！ウォレスは私の疑問を上手く説明する。彼の理論によればさまざまな家畜動物種は種へと発展した」と評したエドワード・ブライスについて話した。このようなヒントにもかかわらず、ダーウィンはウォレスの結論が当時としては先進的な創造論であると誤解した。「特に新しいものはない......私の木の喩えを使った[けれど]創造説のようだ」。ライエルはダーウィンよりも強く印象づけられていた。ライエルはノートを付け、これが意味するところ、特に人間の祖先について取り組んだ。ダーウィンはこれより先に共通の友人ジョセフ・フッカーに自分の理論を打ち明けていた。そしてこの時初めてライエルに自然選択の完全な詳細を説明した。ライエルはそれに同意できなかったが、彼はダーウィンに先取権を確保するために公表するよう促した。ダーウィンは最初は抵抗したが、1856年5月からこの問題の大著の執筆に取りかかった。
1858年2月までに、ウォレスはマレー諸島の生物地理学研究を通して進化の事実を確信していた。後に自伝で次のように述べた。
| 「 | 問題はなぜ、どのようにして種が変わるかだけではなかった。なぜ、どのようにして他の種とははっきり区別できる新しい種に変わるのか？全く異なる生態様式に上手く適応する理由と方法、そしてなぜ中間型は廃れ（地質学が彼らは絶滅したと示すように）、明確に異なり際だった特徴を持つ種や属、グループだけが残るのか？」 | 」 |

ウォレスの自伝によれば熱病に倒れ伏せているとき（マラリアと言われる）、ベッドの上でトマス・マルサスの人口論について考えていて自然選択を思いついたと述べている。

### 自然選択説の公表

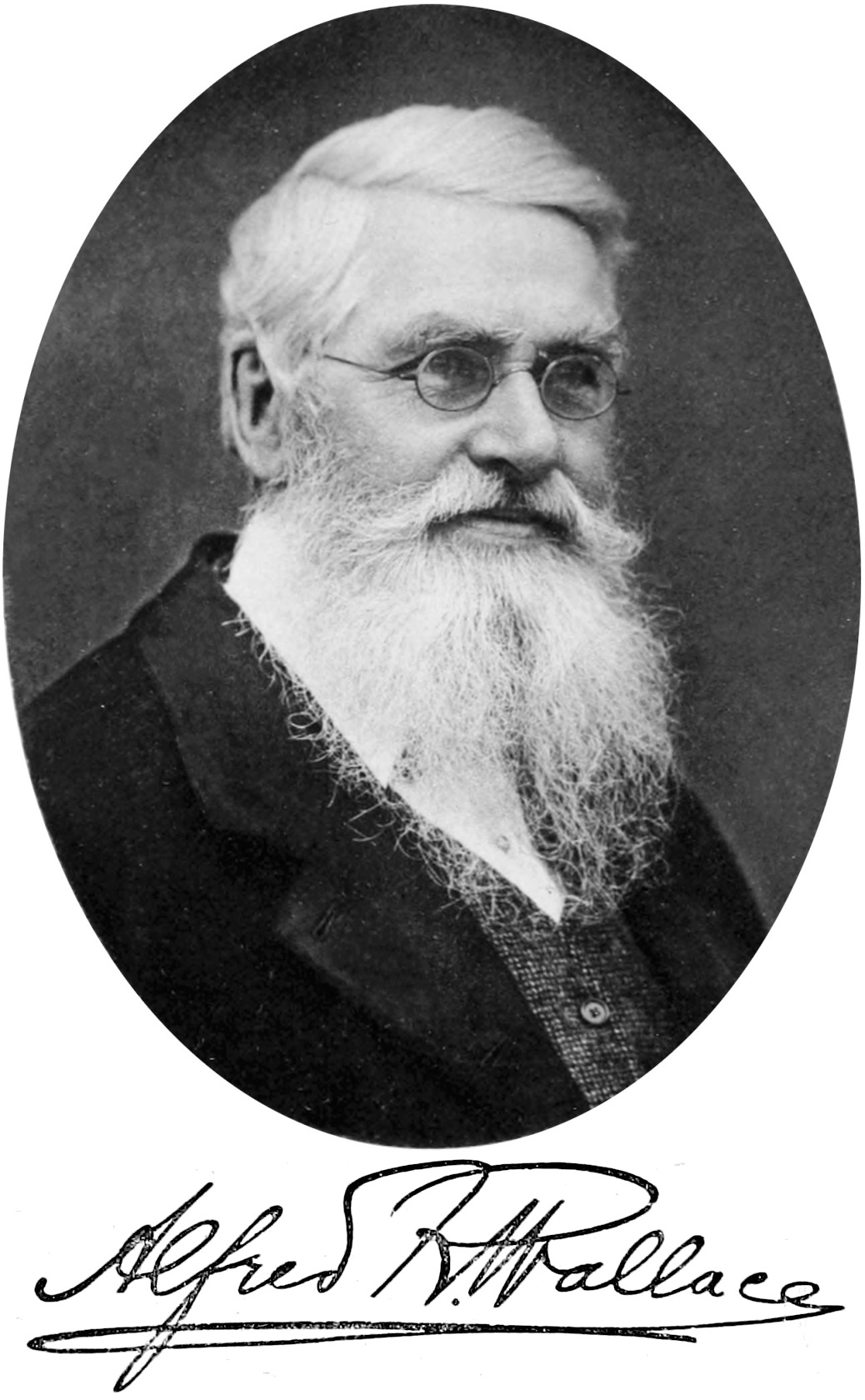
『ダーウィニズム』（1898）に掲載されたウォレスのポートレイトと署名

ウォレスは一度、短い間ダーウィンにあったことがあり文通相手の一人となっていた。ダーウィンは彼からの情報を自分の理論の補強に用いていた。ウォレスのダーウィン宛の最初の手紙は失われているが、ウォレスは自分宛の手紙を慎重に保存していた。1857年5月1日の最初の手紙では1855年のサラワク論文と10月10日付のウォレスの手紙にコメントしていた。ダーウィンは二人が類似した結論に達していること、自分の説は発表まであと二年はかかりそうだと告げていた。
1857年12月22日付の第二の手紙でダーウィンは生物の分布についてウォレスが理論を作ったことがどれほど嬉しいかを述べ、「熟慮がなければ素晴らしいオリジナルな観察もありません」と付け加えると同時に「私はあなたよりずっと先に進んでいると思います」と述べた。ウォレスはこの問題のダーウィンの意見を信じ、1858年2月に書いた小論『変種がもとの型から限りなく遠ざかる傾向について』を同封し、ダーウィンがそれをチェックして価値があると思われたらライエルに渡して欲しいと頼んだ。ダーウィンは1858年6月18日にその原稿を受け取った。ウォレスの小論はダーウィンの用語「自然選択」を使用しなかったが、環境圧力によってある種は近縁種から異なっていくという進化のメカニズムはほとんど同じものであった。ダーウィンは原稿をライエルに送り、手紙を添えてこう述べた。「これほどの偶然の一致をみたことがありません。もしウォレスが私の1842年の概要を持っていたとしても、これより良い要約を作ることができなかったでしょう！彼の用語さえ私の章の見出しにあります......彼は私に公表して欲しいとは言わないけれど、しかし、もちろん私はすぐに手紙を書いてどんな雑誌にでも発表すると言うつもりです」ダーウィンは息子の病気で困憊しており、この問題をライエルとフッカーに委ねた。彼らはウォレスの論文をダーウィンの先取権を示す未発表の著作と一緒に共同発表することに決めた。ウォレスの原稿は1858年7月1日のロンドン・リンネ学会で、1847年にダーウィンがフッカーに個人的に明かした小論と1857年にエイサ・グレイに宛てて書いた手紙とともに発表された。
ウォレスは後にこの処置を知らされたが、満足して受け入れた。彼は軽んじられたり無視されていなかった。ダーウィンの社会的、科学的地位はウォレスより遥かに高く、ダーウィンなしで進化に関するウォレスの意見がまじめに採り上げられることはありそうになかった。ライエルとフッカーの処置はウォレスを共同発見者の地位に引き上げただけでなく、ウォレスをイギリス科学界の最高レベルの一員とした。
この発表の直後の反応は薄かった。翌1859年3月にリンネ学会の会長は前年には何の大発見もなかったと述べた。しかし同年11月の『種の起源』の出版によって重要性は明らかとなった。ウォレスはイギリスに帰国しダーウィンと会った。彼らは生涯友人でありつづけた。この二人の関係は長い間幾人かの研究家によって疑われてきた。1980年代には二つの本が、ダーウィンがカギとなるアイディアをウォレスから盗んで理論を完成させたと主張した。この主張は多くの研究者によって検討され、信用できないと結論づけられた。
種の起源の出版後、ウォレスはそのもっとも忠実な支持者の一人となった。ダーウィンは『種の起源』でミツバチの六角形の巣がどのようにして自然選択で進化しうるかを論じたが、ダブリン大学の地質学教授はこれを鋭く批判した。1863年にウォレスはこの批判に厳しく反論する短い論文を書きダーウィンを喜ばせた。1867年にはアーガイル公ジョージ・キャンベルによって書かれた自然選択説批判に反論した。1870年のイギリス学術会議の会合の後、ダーウィンに「博物学をよく知っている反対者はおらず、我々がしたような良い議論も行われていない」と不平を漏らした。

### ウォレスとダーウィンの違い
ダーウィンはウォレスの論文が基本的に自分のものと同じであると考えたが、科学史家は二人の差異を指摘している。ダーウィンは同種の個体間の生存と繁殖の競争を強調した。ウォレスは生物地理学的、環境的な圧力が種と変種を分かち、彼らを地域ごとの環境に適応させると強調した。他の人々はウォレスが種と変種を環境に適応させたままにしておく一種のフィードバックシステムとして自然選択を心に描いているようだと指摘した。
| 「 | この原理の働きは、全く蒸気機関の遠心調速機のようである。いかなるイレギュラーもそれが顕著になる前にチェックし修正する。そして同様に動物界ではアンバランスな欠陥はそれ自身の存在が危うくなり、ほとんどはすみやかに絶滅するために著しい規模に達することができない。 | 」 |

### 警告色と性選択
1867年にダーウィンは、一部のイモムシが目立つ体色を進化させていることについて自身の見解をウォレスに話した。ダーウィンは性選択が多くの動物の体色を説明できると考えていたが、それがイモムシには当てはめられないことを分かっていた。ウォレスはベイツと彼が素晴らしい色彩を持つ蝶の多くが独特の匂いと味を持つことに気付いたと答えた。そして鳥類と昆虫を研究していたジョン・ジェンナー・ウィアーから、鳥が一部の白い蛾は不味いと気付いておりそれらを捕食しないと聞いたことも伝えた。「すなわち、白い蛾は夕暮れ時には日中の派手なイモムシと同じくらい目立つのです」。ウォレスはイモムシの派手な色は捕食者への警告として自然選択を通して進化が可能であると思われる、と返事を書いた。ダーウィンはこの考えに感心した。ウォレスはそれ以降の昆虫学会の会合で警告色に関するどんな証拠も求めた。1869年にウィアーはウォレスのアイディアを支持する明るい体色のイモムシに関する実験と観察のデータを発表した。
警告色は、ウォレスが動物の体色の進化へ行った多くの貢献のうちもっとも大きな一つである。そしてこれは性選択に関してダーウィンとウォレスの不一致の一部でもあった。1878年の著書では多くの動植物の色について幅広く論じ、ダーウィンが性選択の結果であると考えたいくつかのケースに関して代替理論を提示した。1889年の『ダーウィニズム』ではこの問題を詳細に再検討している。

### ウォレス効果
1889年の『ダーウィニズム』でウォレスは自然選択について説明した。その中で、自然選択が二つの変種の交雑の障害となることで生殖的隔離を促すという仮説を提唱した。これは新たな種の誕生に関与するかも知れない。このアイディアは現在ではウォレス効果として知られている。彼は1868年という早い時点で、ダーウィンへの私信で自然選択が種分化に果たす役割について述べていたが、具体的な研究を進めなかった。今日の進化生物学でもこの問題の研究は続けられており、コンピューターシミュレーションと観察によって有効性が支持されている。

### ヒトの進化と目的論
1864年に『人種の起源と自然選択の理論から導かれる人間の古さ』を発表し、自然選択説・進化理論を人類に適用した。ウォレスは精神組織が発達した知性の高いゲルマン人種のような優等人種は増加する一方で、劣等人種は逐次消滅してきたとし、人間の進化は有色人種の消滅まで続くとした。
ダーウィンはこの問題についてまだ述べていなかったが、トマス・ハクスリーはすでに『自然の中の人間の位置』を発表していた。それからまもなくウォレスは心霊主義者となった。同時期に彼は数学能力、芸術能力、音楽の才能、抽象的な思考、ウィットやユーモアは自然選択では説明できないと主張した。そして結局、「目に見えない宇宙の魂」が人の歴史に少なくとも三回干渉したと主張した。一度目は無機物から生命の誕生、二度目は動物への意識の導入、三度目は人類の高い精神能力の発生であった。
またウォレスは宇宙の存在意義が人類の霊性の進歩であると信じた。この視点はダーウィンから激しく拒絶された。一部の史家は自然選択が人の意識の発達の説明に十分でなかったというウォレスの信念が直接心霊主義の受容を引き起こしたと考えたが、他のウォレス研究家は同意せず、この領域に自然選択を適用するつもりは最初から無かったのだと主張した。ウォレスのアイディアに対する他の博物学者の反応は様々だった。ライエルはダーウィンの立場よりもウォレスの立場に近かった。しかし他の人々、ハクスリー、フッカーらはウォレスを批判した。ある科学史家はウォレスの視点が、進化は目的論的ではなく、人間中心的でもないという二つの重要な点で新興のダーウィン主義的哲学と対立したと指摘した。

### 進化理論史におけるウォレスの位置
進化学史ではほとんどの場合、ウォレスはダーウィンに自説を発表させる「刺激」となったと言及されるだけであった。実際には、ウォレスはダーウィンとは異なる進化観を発展させており、彼は当時の多くの人々（特にダーウィン自身）から無視することのできない指導的な進化理論家の一人と見なされていた。ある科学史家はダーウィンとウォレスが情報を交換し合って互いの考えを刺激し合ったと指摘した。ウォレスはダーウィンの『人間の由来』でもっとも頻繁に引用されているが、しばしば強く同意できないと述べられている。しかしウォレスは残りの生涯を通して自然選択説の猛烈な支持者のままであった。
1880年までに生物の進化は科学界に広く受け入れられていた。しかし自然選択を進化の主要な原動力と考えていた主要な生物学者はウォレスとアウグスト・ヴァイスマン、ランケスター、ポールトン、ゴルトンなどごく少数であった。1889年に『ダーウィニズム』を出版し、自然選択に向けられる科学的な批判に応えた。

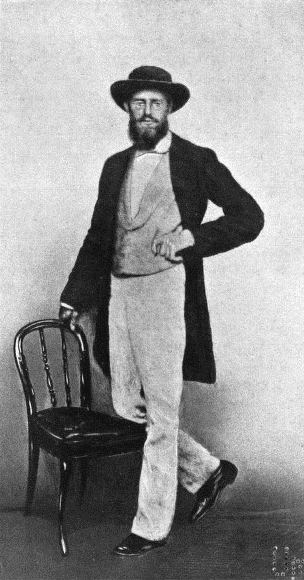
シンガポールにて。1862年

## 心霊主義
1861年に義兄に宛てて、人類の多数にとってある種の宗教は必要であると書いた。ウォレスはまた骨相学を強く信じており、若い頃から催眠術にも関心を持っていた。レスターの学校では生徒たちを使って実験を行った。彼はまず催眠術の実験から始めた。これは論争の的であった。ジョン・エリオットストンのような初期の催眠術の実験者は医学界と科学界から厳しく批判された。ウォレスの催眠術に関する経験は後年の心霊主義の調査に引き継がれた。
1865年に姉ファニーと供に心霊主義の調査を始めた。まず文献を調査し、その後交霊会で観察した現象をテストしようと試みた。そしてそれらは自然的な現象であるという信念を受け入れた。残りの人生の間、少なくともいくつかの交霊会での現象は本物だったと確信したままだった。たとえ多くの詐欺の告発が行われても、トリックの証拠が提出されても、彼にとって問題ではなかった。
歴史家と伝記作家はいったい何がウォレスに心霊主義を受け入れさせたかで意見が一致していない。ある伝記作家は婚約者に婚約を破棄された時に受けた衝撃を示唆した。他の研究者はそれに対して、物質界と非物質界、自然界と人間社会のあらゆる現象に対して科学的で合理的な説明を見つけたいというウォレスの願望を強調することを好む。心霊主義は完全に唯物論的で機械論的な科学にさらされており、英国国教会のような伝統的な教義を受け入れがたいと感じていた教養あるビクトリア朝時代の人々の心に響いた。しかしウォレスの視点を深く追求した何人かの研究家は、これはウォレスの科学や哲学の問題ではなく、宗教に関する問題だったと強調した。
心霊主義と関係した19世紀の知識人には若い頃のウォレスが憧れた社会改革者ロバート・オウエンや、物理学者ウィリアム・クルックス、ジョン・ウィリアム・ストラット、数学者オーガスタス・ド・モルガン、スコットランドの出版業者ロバート・チェンバースなどがいた。
ウォレスの心霊主義の公然とした支持と、心霊主義に向けられた詐欺の告発に対する擁護は1870年代に彼の科学的な評判を傷つけた。以前は親しいであった同僚の科学者たち、例えばベイツ、ハクスリー、ダーウィンとの間は緊迫し、彼らはウォレスがあまりに信じやすいと感じた。他の人々、生理学者ウィリアム・カーペンターや動物学者レイ・ランケスターはこの問題に関して公然とウォレスの敵対者となった。

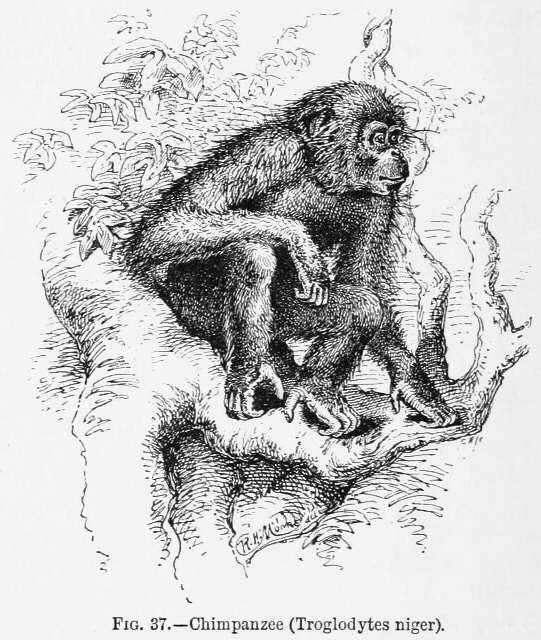
チンパンジーのイラスト。『ダーウィニズム』で自然選択を人間に適用した章より。

ウォレスと他の心霊主義擁護の科学者（特にウィリアム・クルックス）は書籍や新聞から広い批判を受けた。特に医学雑誌ランセットは彼らを痛烈に批判した。1879年にダーウィンがウォレスへの年金交付のために博物学者から賛同を得ようとしたとき、ジョセフ・フッカーは次のように述べた。
フッカーは最終的には請願を支持することに同意した。

## 生物地理学

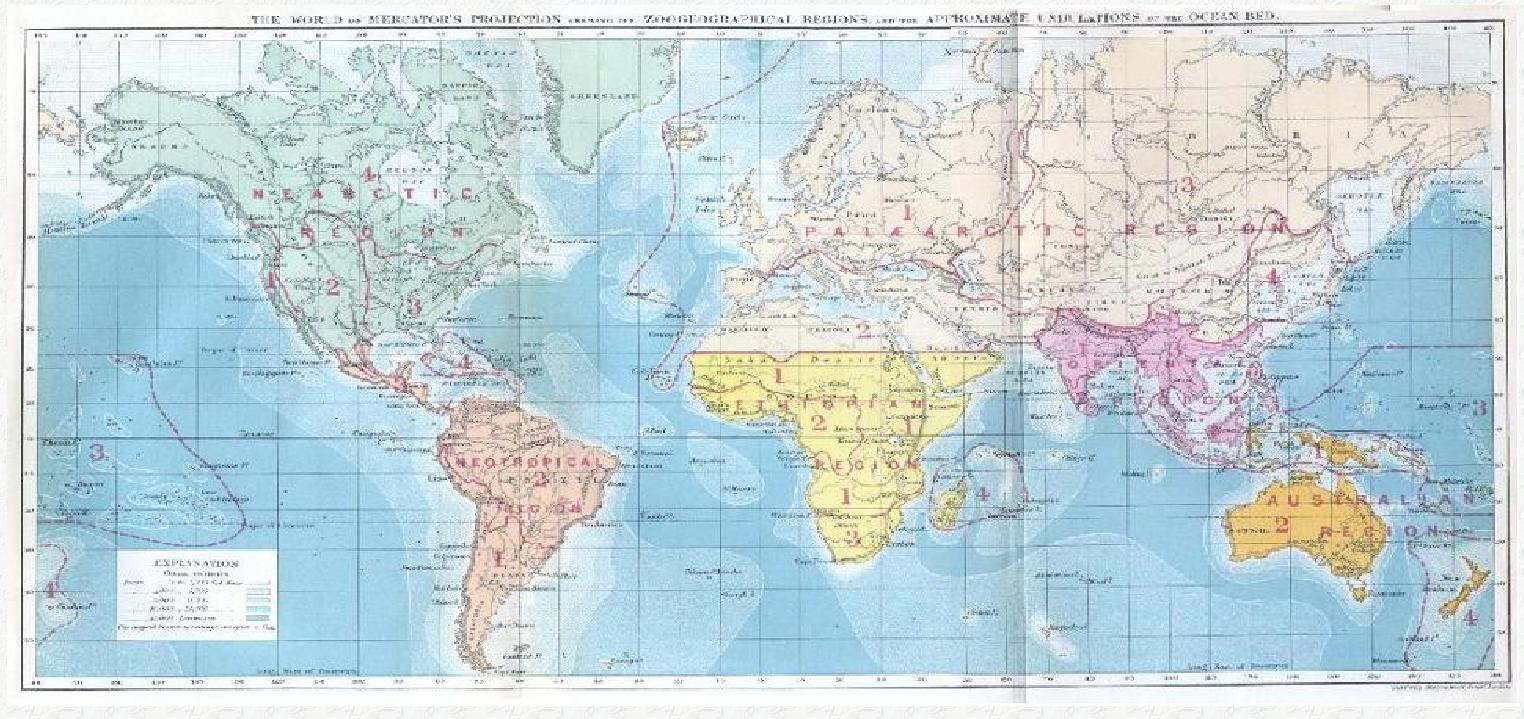
『動物の地理的分布』より、6動物地理区を記した地図

1872年にダーウィン、フィリップ・スレーター、アルフレッド・ニュートンといった友人たちをせきたて動物の地理的分布の研究を開始した。最初はほとんど前進することができなかった。動物の分類法は非常に多く、しかも流動的であった。分類学に関する新しい研究を出版した後、1874年から本格的に調査を始めた。スレーターが発展させた鳥類の分類システム（種の分布を記述するために地球を6つの地理区に分けていた）を拡張し、ほ乳類、爬虫類、昆虫を分類し、現在でも用いられている動物地理区の基盤を作った。そしてそれぞれの動物地理区の中で現在と過去に動物の分布に影響を与えたと思われるあらゆる要因について議論した。たとえば陸橋の形成と消失（例えば現在南北アメリカを繋いでいるもの）や氷河の増大などである。
彼は山の高さや海の深さ、地域の植物の特徴など動物の分布に影響を及ぼしたと思われる要因を記した地図を作った。また既知の動物の属と科をまとめてそれらの地理的分布をリストにした。旅行者がどんな動物がどこで見つかるかを学びやすくするためにテキストが整理された。その結果、1876年に二巻本の大著『動物の地理的分布』が出版され、これはその後80年にわたって動物地理学の権威あるテキストとなった
1880年にはその続編となる『島の生命』を出版し、島の動植物について詳述した。ウォレスは島を異なる三つのタイプに分類した。大洋島はガラパゴス諸島やハワイ諸島などである。これは中央海嶺にできており、過去にどこかの大陸に属したことはない。そのような島は地上棲ほ乳類と爬虫類の欠如が特徴である。渡り鳥と人間によって持ち込まれる生物を例外として、その島に住む生物は小動物の偶然の到達とそれ以降の進化の結果である。次に大陸島をグレートブリテン島のように現在でも大陸の一部であるとみなせる場合と、マダガスカル島のように最近になって大陸から分かれた島に区別し、その違いが動植物相にどのような影響を与えるか議論した。そして隔離がどのように進化に影響を及ぼすかと、結果的にそれがどのように動物の種類を維持することになるのかについて述べた。また気候の変化、特に氷河期が島の動植物相に与える影響についても論じた。『島の生命』は出版時に非常に重要な研究と見なされ、科学界での広い議論を引き起こした。

### 環境問題
生物地理学の広範な研究は人間の活動が自然に与える影響に目を向けさせた。1878年の『熱帯の自然とエッセイ』では森林伐採と土壌浸食、特に熱帯のような多雨地域での危険性を警告した。植物と気候の複雑な相互作用を指摘し、セイロン島やインドで行われていたコーヒー農園のための熱帯雨林の広範な伐採は気候に影響を与え、結果的にその土地を浸食し、困窮を招くと警告した。
またヨーロッパの植民地政策に関して、セントヘレナ島について次のように述べた:
| 「 | それで、島の大部分は今は大変不毛で、かつて一面が緑で肥沃な土地であったと信じることができないくらい険しい。この変化の原因は、しかし簡単に説明できる。肥沃な土地は火山岩の分解によってできた。そして植物によって保護されている限り、植物性の堆積物は急な斜面に保持されていた。それが破壊されると熱帯性の雨は土を流し、広大な裸の岩と粘土だけが残った。この回復不能な破壊は第一にポルトガル人によって1513年に持ち込まれたヤギによる。1588年には急速に広がり島中に数千のヤギが住んでいた。これらが苗を食いちぎるため、木の最大の天敵であり、森の自然な回復を妨げた。そして人間の向こう見ずな浪費が拍車をかけた。1651年に東インド会社が島を占領した。1700年頃には森が急速に減少しており何らかの保護が必要であったことが分かった。二つの自生の木（レッドウッドとエボニー）はむち打ちとトラブルの収拾によかった。そのため皮が幹から剥ぎ取られ、残りは腐るにまかされた。1709年には島の要塞化のため、急速に消えつつあるエボニーが大量に石灰を焼くのに使われた。 | 」 |

## そのほかの論争

### 平らな地球裁判
1870年にジョン・ハンプテンという名の地球平面説の支持者が、水を用いて地球が凸型に湾曲していることを示せた人に500ポンド支払うという雑誌広告を掲載した。資金難に苦しんでいたウォレスはこの挑戦に興味をそそられた。彼は運河に沿って6マイル離れた位置に二つの物体を設置し、それらは水面から同じ高さの位置に固定された。その二つの物体の延長線上の橋に望遠鏡を取り付けた。望遠鏡を覗くと一方はもう一方よりも高く見えた。これは地球の湾曲を示していた。雑誌の編集者はウォレスの勝利を宣言したが、ハンプテンはそれに従うことを拒み、ウォレスを告発した。ハンプテンは数年にわたる攻撃キャンペーンを開始した。結局、複数の名誉毀損訴訟にウォレスは勝ったが、掛け金以上の訴訟費用と不毛な論争は長い間ウォレスを苦しめた。

### 予防接種反対
1880年代初頭に天然痘の予防接種義務化についての議論に参加した。ウォレスは当初これを個人の自由の問題と見なした。しかし予防接種の反対者によって提示された統計のいくつかを見たあと、予防接種の有効性を疑い始めた。当時、病原体説はまだ新奇で一般的に認められてはいなかった。さらに誰も予防接種が働く理由を説明するヒトの免疫系の知識を持っていなかった。
ウォレスは研究を調査し、予防接種の支持者が疑わしい統計データを使用したいくつかのケースを発見した。常に権威に疑いの目を向けていたウォレスは天然痘の発生率の低下は公衆衛生の改善が原因だと確信するようになった。また医者にはワクチン接種によって得られる利益があると感じた。さらにウォレスと他の反対者はワクチンの接種がしばしばずさんな不衛生な方法で行われ危険を引き起こすと指摘した。1890年には問題を調査していた王立委員会でその証拠を示した。委員会がウォレスが提出した資料を調査したとき、疑わしい統計を含む問題が発見された。ランセット誌はウォレスと他の反対活動家が統計データを選別的に利用し、彼らの立場に都合が悪い大量のデータを無視したと述べた。委員会は安全性を高めるよう手順を変更し、また接種を拒否した人へ厳しく対処しないと方針を少し変えたが、予防接種が効果的で義務化されたままでなければならないと判断した。1898年にウォレスは委員会の調査を非難するパンフレットを書いた。ランセットはそれに応酬し、委員会に提出したのと同じ誤りを多く含んでいると述べた。

### 火星の運河
1907年に短い本『火星は生存可能か？』を出版しパーシヴァル・ローウェルによって提唱された火星の運河説を批判した。これによってイギリス科学界でも火星の環境に関する議論は論ずるに値すると認識されるようになった。自分自身の数ヶ月の研究と他の専門家からの意見を参考に、火星の気候と大気の状況の科学的な分析を行った。とりわけ大気のスペクトル分析が水蒸気の存在の兆候を示さないと指摘した。またローウェルの分析には深刻な問題があり、特に地表の温度を非常に過大評価しており、低い気圧は液体の水の存在を不可能にしていると指摘した。彼の人間中心的な哲学、宇宙に存在する人類は我々だけであると信じたいというウォレスの想いがこの話題に興味を引かせた。

## 死後の評価
著述活動の結果、死の時点でウォレスは長期にわたって活躍した科学者、社会運動家として広く知られていた。ジャーナリストは様々な問題における彼の視点を報道した。多くの名誉博士号を受け、ロンドン王立協会会員、コプリ・メダル受賞者、メリット勲章受章者でもあった。とりわけ自然選択説の共同発見、生物地理学への貢献は彼を突出した重要人物とした。彼は疑う余地無く19世紀でもっとも偉大な博物学者・探検家のひとりであった。にもかかわらず、彼の名声は死後急速に薄らぎ、長い間科学史においてさほど重要ではない人物として扱われていた。多くの原因が推測されている。謙虚さ、ダーウィンの名を立てすぎたこと、自分の評判に気を留めず人気のない説を擁護する意欲、型にはまらない彼のアイディアへの科学界の不人気などである。近年、いくつかの伝記の発表と著作の復刊、ウォレス研究に関するウェブサイトの公開によって再び名前が知られるようになった。

## 受賞歴
現在では進化学者に送られる最高の賞と見なされるダーウィン・メダルの最初の受賞者である（1890年）。1868年には王立協会からロイヤルメダル、1892年には王立地理学会からファウンダーズメダル、1908年にはコプリ・メダルを受賞した。同年、英王室からメリット勲章を受け、ロンドン・リンネ学会からは自然選択説発表50年を記念して創設されたダーウィン＝ウォレス・メダルの唯一のゴールドメダルを受賞した。
1893年に王立協会会員に選出された。ロンドン昆虫学会の会長、英国学術協会の人類学部長・生物学部長などを歴任した。1898年にロンドンで行われた国際心霊学会議の議長を務めた。月と火星に彼の名を冠したクレーターがある。2005年には彼を記念した研究施設がサラワクに開設された。

## 著書
ウォレスは非常に多作であった。2002年にウォレスの著作を分析した科学史家マイケル・シャーマーによれば、22冊の本と747篇の小論を書き、そのうち508が科学的なもので、うち191がネイチャー誌に発表された。747の小論のうち29%が博物学と生物地理学、27%が進化理論、25%が社会評論、12%が人類学、7%が心霊主義に関するものであった。

### 主な著作
- Palm trees of the Amazon and their uses.（1853）London
- The Malay Archipelago（1869）Harper 
  - 『マレー諸島　オランウータンと極楽鳥の土地』 新妻昭夫訳、ちくま学芸文庫（上下）, 1993年 ISBN 4480080910／ISBN 4480080929
  - 『マレー諸島　オランウータンと極楽鳥の国』 宮田彬訳、新思索社, 1991年、新版1995年 ISBN 4783502080
- Contributions to the Theory of Natural Selection（1870）Macmillan and Company
- The Geographical Distribution of Animals（1876）Harper and brothers
- Tropical Nature, and Other Essays(1878) Macmillan 
  - 『熱帯の自然』 谷田専治・新妻昭夫訳、平河出版社, 1987年 ISBN 4892031240。ちくま学芸文庫, 1998年 ISBN 4480084207
- Island Life,1881, Harper and brothers
- Darwinism: An Exposition of the Theory of Natural Selection, with Some of Its Applications（1889）Macmillan
  - 『ダーウィニズム　自然淘汰説の解説とその適用例』長澤純夫・大曾根静香訳、新思索社, 2008年 ISBN 4783502463
- Travels on the Amazon and Rio Negro（1889）Ward, Lock 
  - 『アマゾン河探検記』 長澤純夫・大曾根静香訳、青土社, 1998年 ISBN 4791756150
  - 『アマゾン河・ネグロ河紀行』 田尻鉄也訳、御茶の水書房, 2001年 ISBN 4275018699
- Man's Place in the Universe（1903）Chapman & Hall
- My Life,1905 Chapman & Hall

### 主な論文
- 1853: On the Monkeys of the Amazon. Speculates on the effect of rivers and other geographical barriers on the distribution of closely allied species.
- 1855: On the Law Which Has Regulated the Introduction of New Species. Wallace's thoughts on the laws governing the geographic distribution of closely allied species, including the Sarawak Law, and the implications of those laws for the transmutation of species.
- 1857: On the Natural History of the Aru Islands. First methodical biogeographic study.
- 1858: On the Tendency of Varieties to Depart Indefinitely From the Original Type. Paper on natural selection sent by Wallace to Darwin.
- 1859: On the Zoological Geography of the Malay Archipelago. Contains first description of the Wallace Line.
- 1863: Remarks on the Rev. S. Haughton's Paper on the Bee's Cell, And on the Origin of Species. Wallace's defence of the Origin on the topic of evolution of the hexagonal bee cell.
- 1863: On the Physical Geography of the Malay Archipelago. Paper on the geography and possible geographic history of Indonesia with concluding remarks on importance of biogeography and biodiversity that are frequently cited in modern conservation circles.
- 1864: On the phenomena of variation and geographical distribution as illustrated by the Papilionidae of the Malayan region. Monograph on Indonesian butterfly family with discussion of different kinds of variability including individual variation, polymorphic forms, geographical races, variation influenced by local conditions, and closely allied species.
- 1864：The Origin of Human Races and the Antiquity of Man Deduced from the Theory of "Natural Selection"
（『自然選択理論から導かれる人種の起源』）
- 1889: Forty-five years of Registration Statistics, proving Vaccination to be both useless and dangerous.
- 1891: English and American Flowers. Contains speculation on how glaciation may have affected distribution of mountain flora in North America and Eurasia.

心霊関係論文の日本語訳に、ウォーレス『心霊と進化と　奇跡と近代スピリチュアリズム』近藤千雄訳（潮文社、1985年）がある。

### 書簡・解説
- 新妻昭夫『進化論の時代　ウォーレス=ダーウィン往復書簡』 みすず書房、2010年。ISBN 4622075296

## 関連文献
- デボラ・ブラム 『幽霊を捕まえようとした科学者たち』
　※第2章【「科学vs宗教」の時代】で、心霊研究にのめりこんでゆくウォレスを描く
　鈴木恵訳、文藝春秋、2007年、ISBN 4163691308／文春文庫、2010年　ISBN 4167651661
- 山下友美 『ディスカバー 方舟の獣たち』 - 漫画、2020年現在単行本は未刊
- 渡部昇一 『幸福なる人生ウォレス伝　渡部昇一遺稿』育鵬社、2020年